# Gens Sèntia
La gens Sèntia (en llatí Sentia gens) va ser una gens romana d'origen plebeu.
No es menciona fins en una època avançada de la república. Es troben a la família els cognoms Augurí i Saturní.
El primer membre de la família que va obtenir el consolat va ser Gai Senti Saturní l'any 19 aC. Es conserven algunes monedes d'aquesta gens.